# Palau Morosini Sagredo
El Palau Morosini Sagredo o Ca' Sagredo, és un edifici històric italià, situat a Venècia, en el districte (sestiere) de Cannaregio i amb vista al Gran Canal entre el Palazzetto Foscari i el Palau Giustinian Pesaro.

## Història
L'edifici va ser renovat per encàrrec de la família Morosini i per Michele Morosini a partir de l'any 1382. A principis del segle xviii el va comprar Gerardo Sagredo, parent de Nicolò Sagredo i que era part de la mateixa família a la qual pertanyia Gerardo di Csanád. Sota la nova propietat, l'edifici va ser reestructurat novament, sota la direcció d'Andrea Tirali, qui va construir l'escala monumental i va realçar l'àtic amb estuc. Tommaso Temanza també va participar en les obres: va dissenyar un nou esquema per a la façana, amb l'objectiu d'unificar la seva aparença. El projecte, similar al del Palazzo Grassi, no obstant això, mai va veure la llum, ja que els descendents de Gerardo Sagredo van prolongar durant diversos anys una llarga disputa judicial relacionada amb l'herència. De fet, Gerardo Sagredo havia decidit deixar el palau a la família més rica d'entre les que heretarien els seus béns, amb l'esperança que el seu majestuós projecte pogués així culminar sense el problema de les dificultats econòmiques. Quan va morir l'últim descendent de la família, Agostino, la residència va ser despullada de les seves obres d'art. El treball de restauració, que va durar més de set anys i va ser supervisat per la Superintendència de Belles Arts de Venècia, va retornar tota la seva antiga esplendor al Palau.

## Descripció
L'estructura de l'edifici és típicament del segle xiv i clarament recognoscible en altres estructures similars de la mateixa època, en les quals el comerç, que es bifurcava a través dels canals, va donar lloc a l'ús de les habitacions de la planta baixa, que envoltaven el pati, com a cellers i oficines. Avui, el vestíbul d'un hotel de luxe correspon a l'antic pati de l'edifici.

### Exterior
La façana complexa i inconnexa que dona al Gran Canal, ens transporta a través de la història arquitectònica de l'edifici. La imponent hexàfora del primer pis, flanquejada per finestres ogivals individuals sostingudes per esveltes columnes, es va col·locar inicialment en el centre de l'edifici; actualment apareix descentralitzat, com a conseqüència de l'ampliació realitzada posteriorment, respecte a la construcció original, que la seva hexàfora es troba avui com la finestra d'una suite. La reestructuració de l'edifici en períodes posteriors inclou l'addició de l'ala dreta en direcció al Campo di Santa Sofia i la inserció de finestres gòtiques trilobulades. Sobre la hexàfora es pot veure una quadrífora gòtica, coronada per quatre quadrilòbuls, elements arquitectònics que donen gràcia a la façana, fent-la única i particular, i al mateix temps creen encantadors jocs de llum a l'interior.

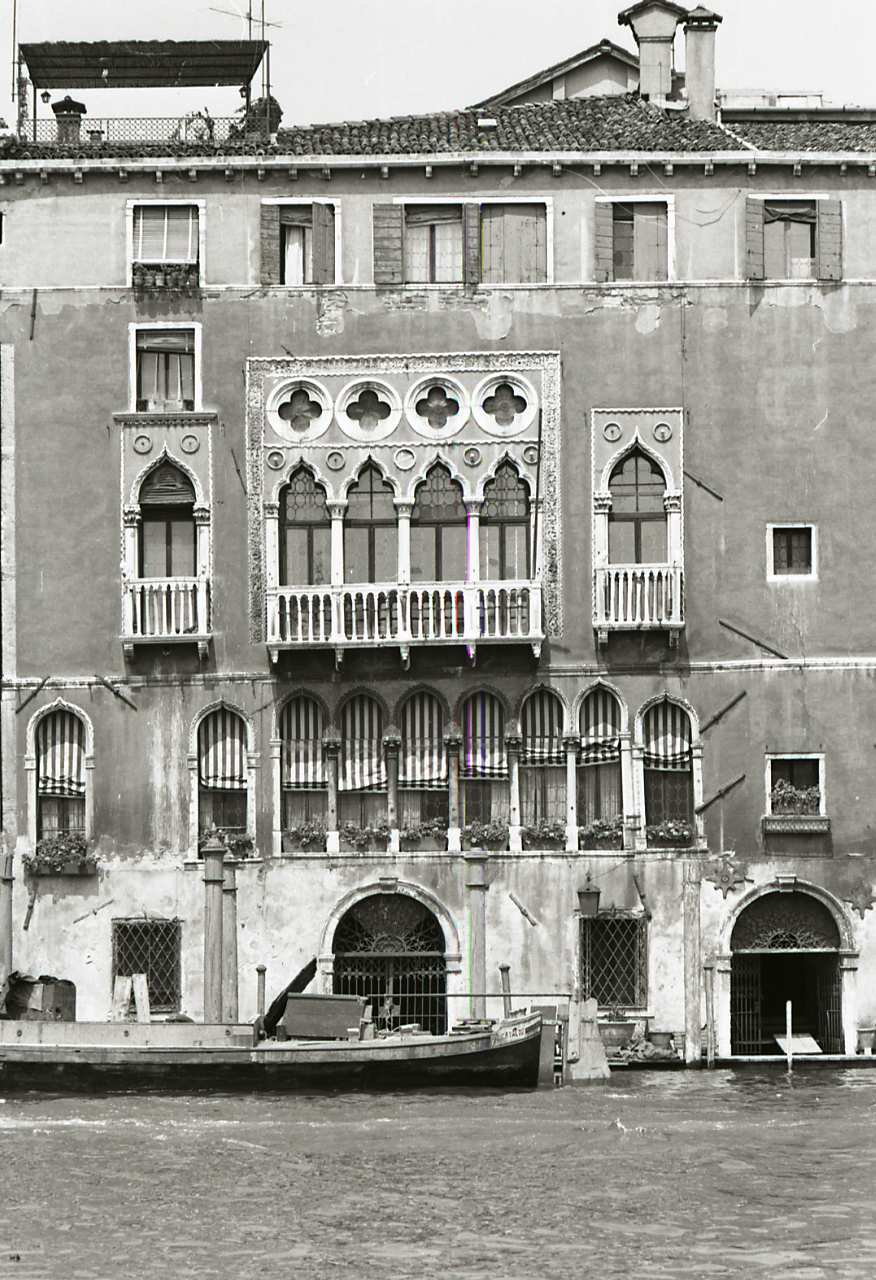
Detall de la façana. Foto de Paolo Monti, 1968
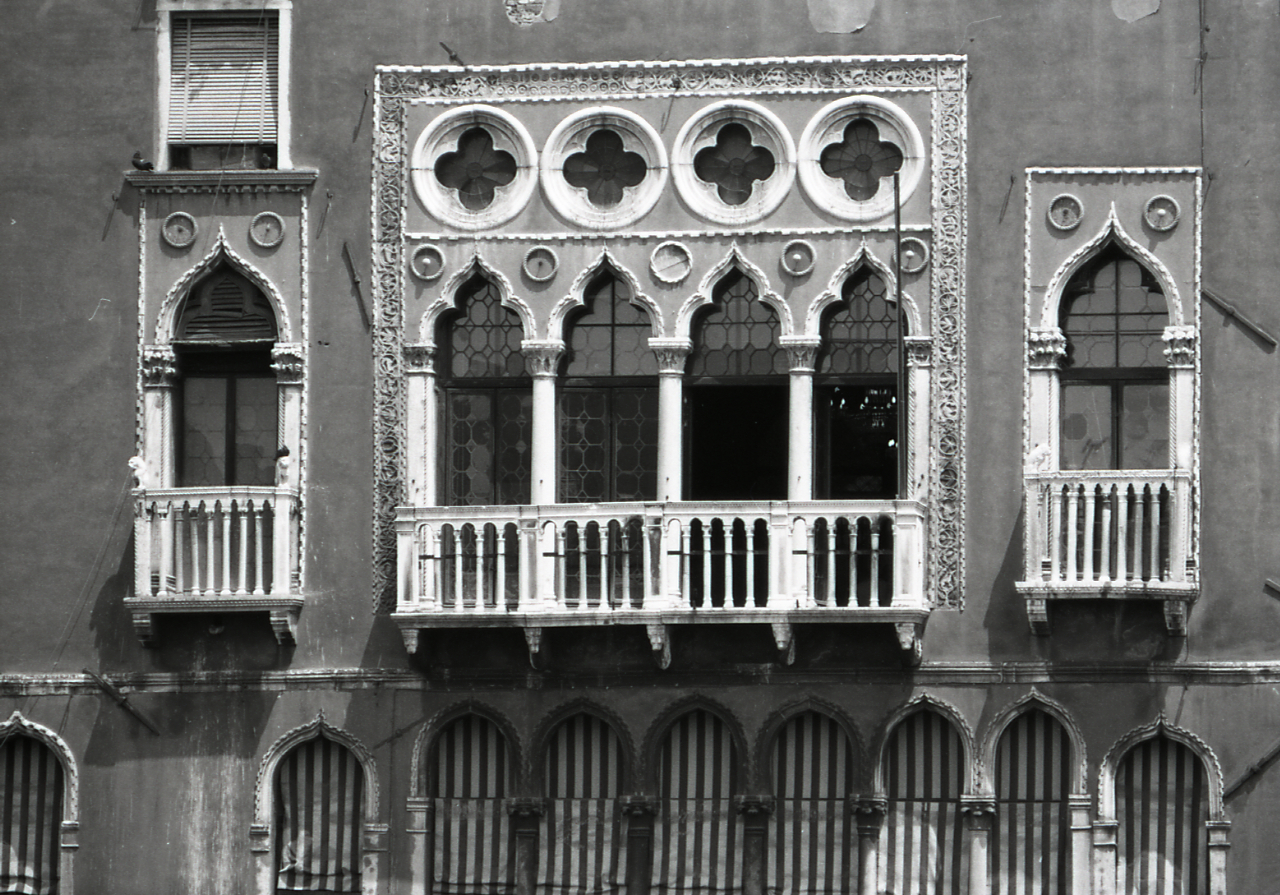
Detall de la quadrífora. Foto de Paolo Monti.
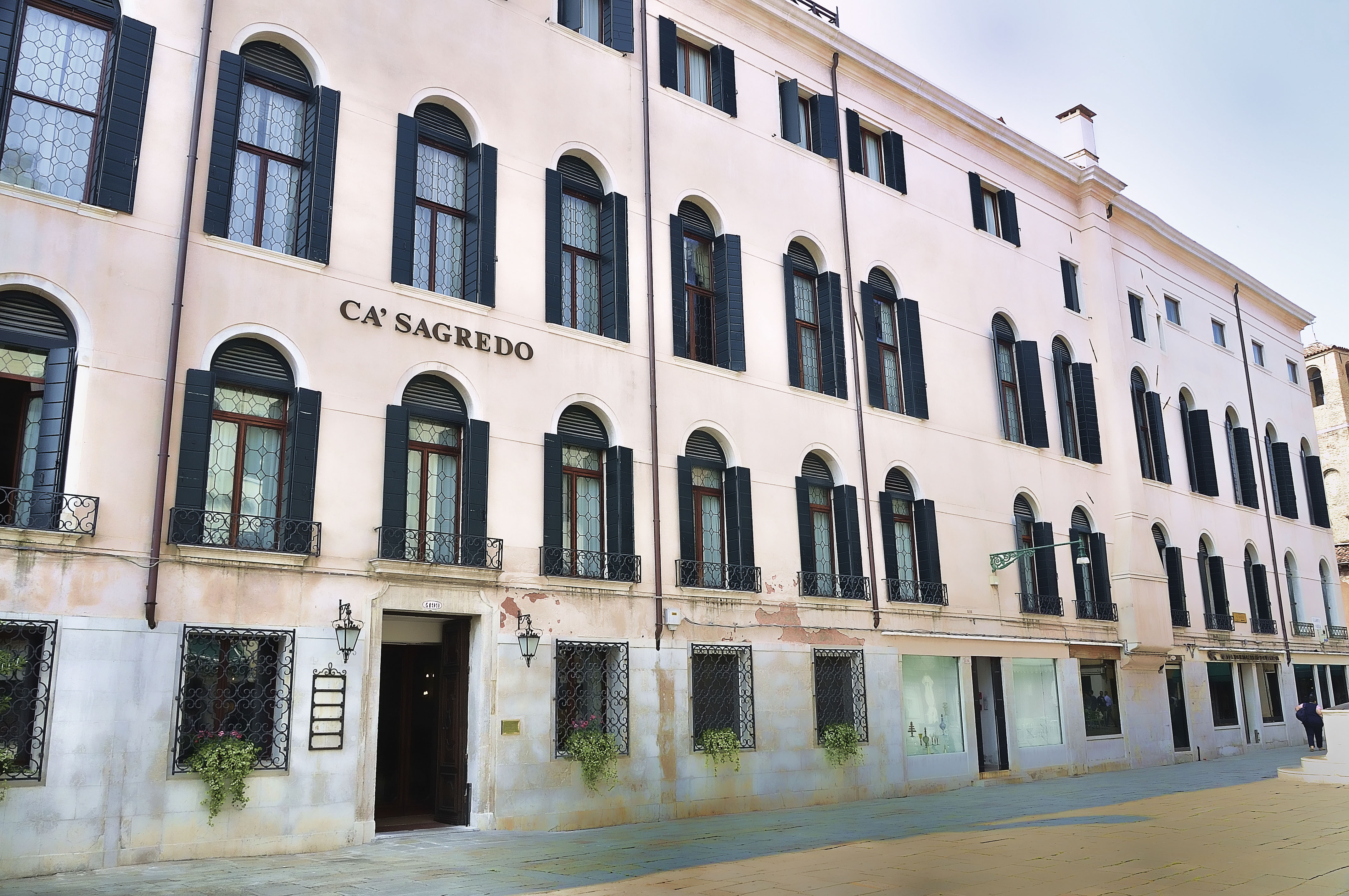
Façana lateral

### Interior
Els Sagredo van ser col·leccionistes d'art i grans amants de Venècia i la seva llar continua sent un esplèndid testimoniatge d'això en l'actualitat. El patrimoni artístic d'aquest palau venecià inclou algunes pintures espectaculars de nombrosos artistes famosos dels segles XVII i XVIII ( Niccolò Bambini, Giambattista Tiepolo, Sebastiano Ricci, Pietro Longhi), que constitueixen un estrany exemple de resistència al pas del temps.
A més de les pintures i els frescos, les parets i les voltes de les sales i sales del pis principal estan magistralment decorades amb rics estucs de dos famosos artistes de Lugano que van treballar per a la República de Venècia a principis del segle xviii : Abbondio Stazio i Carpóforo Mazzetti Tencalla . En el casino de la quarta planta, originalment destinat com a lloc de reunió i entreteniment del Comte Sagredo, es pot admirar l'excepcional qualitat dels estucs, realitzats en diferents nivells de relleu i acolorits amb suaus tons gairebé pastís: són l'exemple més notable existent a Venècia.

## Exhibició
L'estuc del sostre i les parets, les decoracions de marbre i vidre i els mobles d'un dormitori del Palau, c. 1718, es troba en exhibició en el Museu Metropolità d'Art de Nova York.

## Galeria

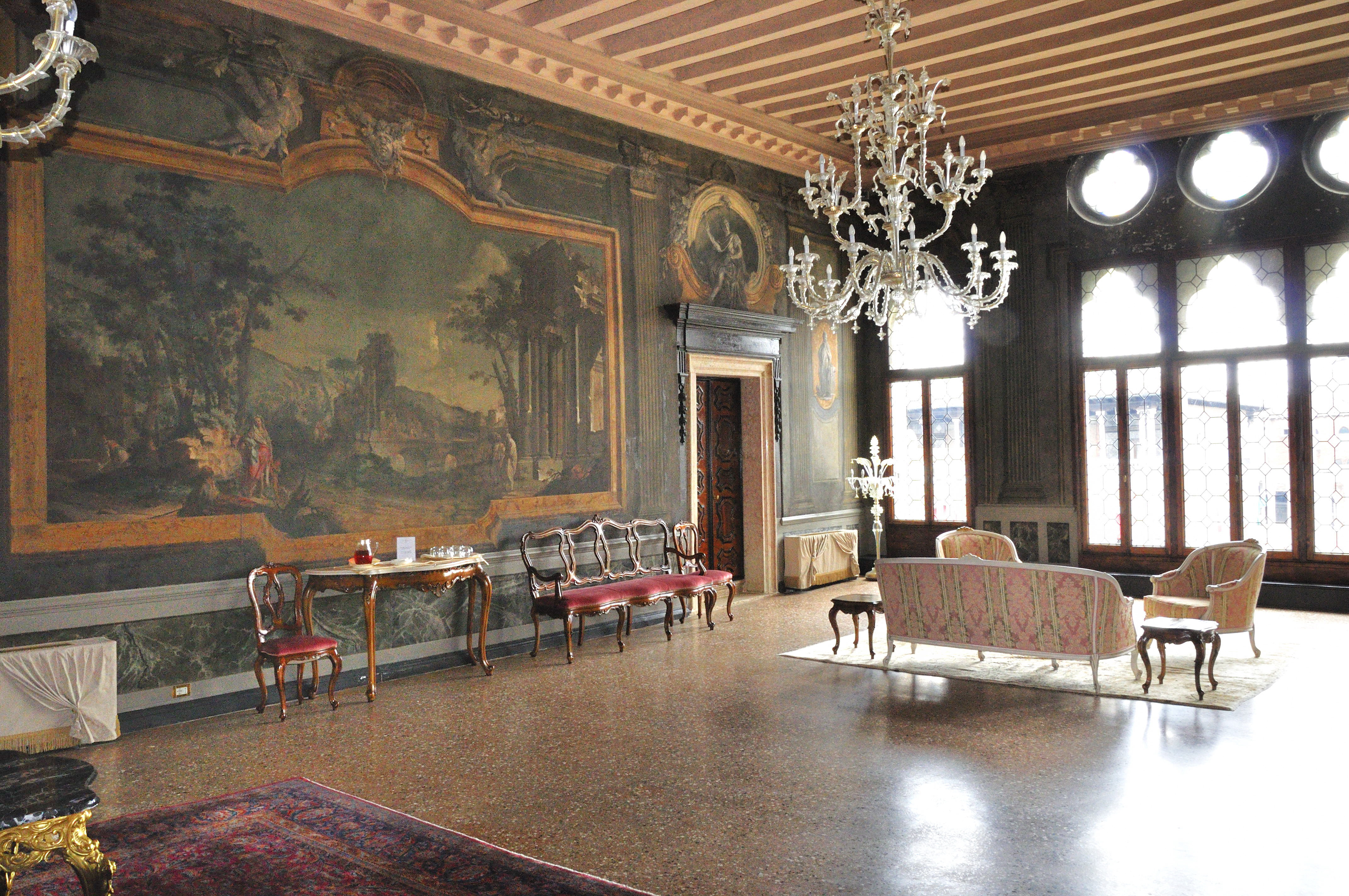
Passadís de recepció
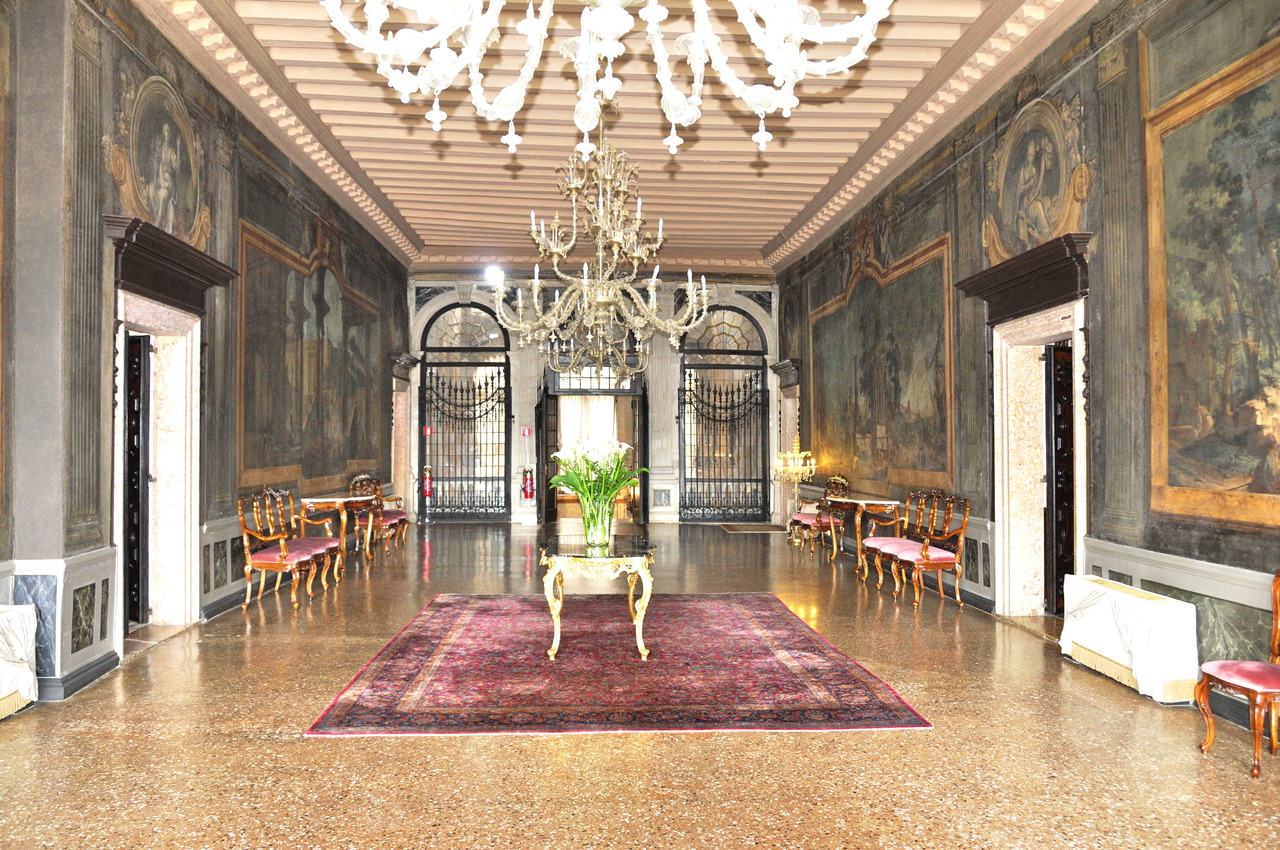
Passadís de recepció
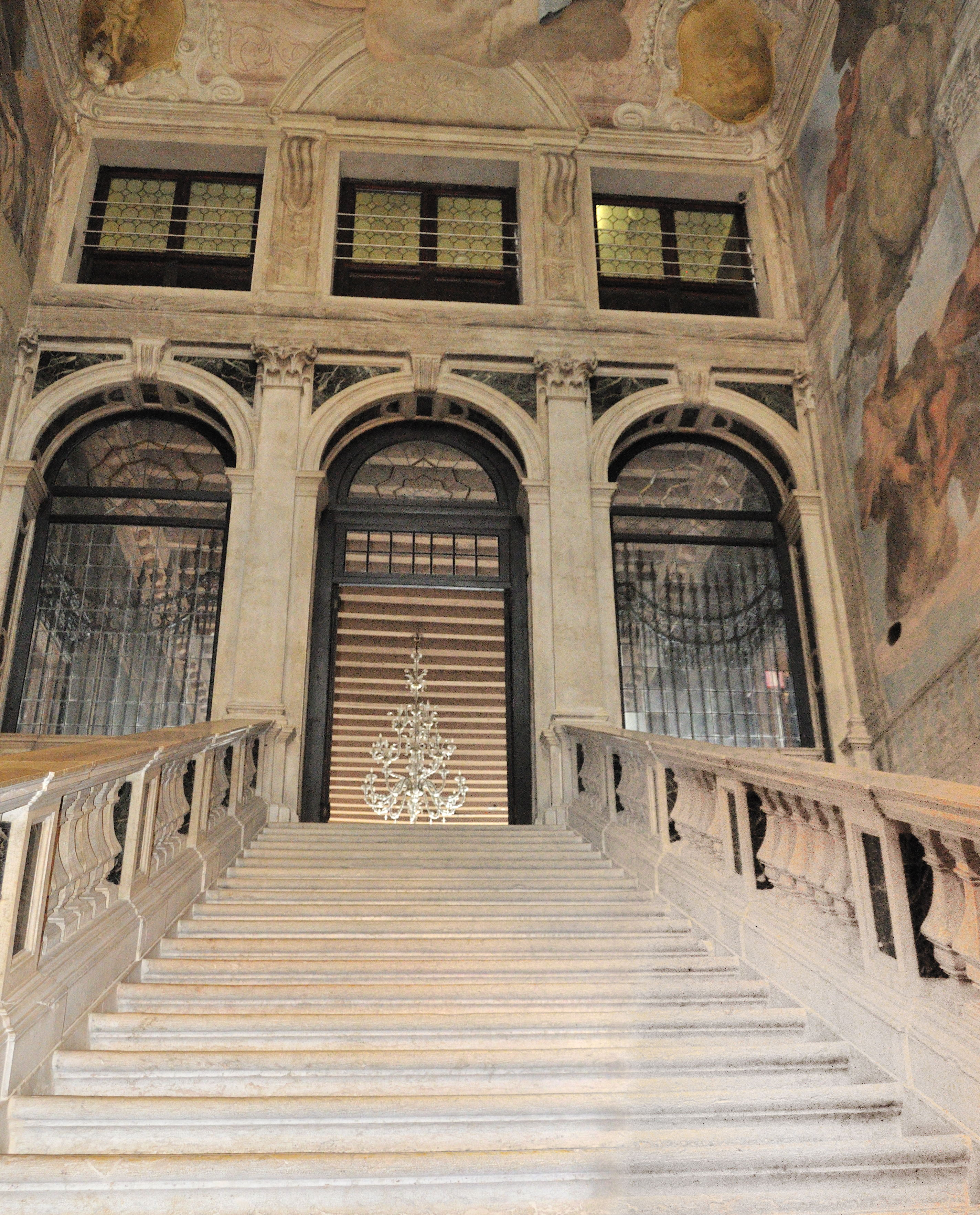
Escala de Tirali
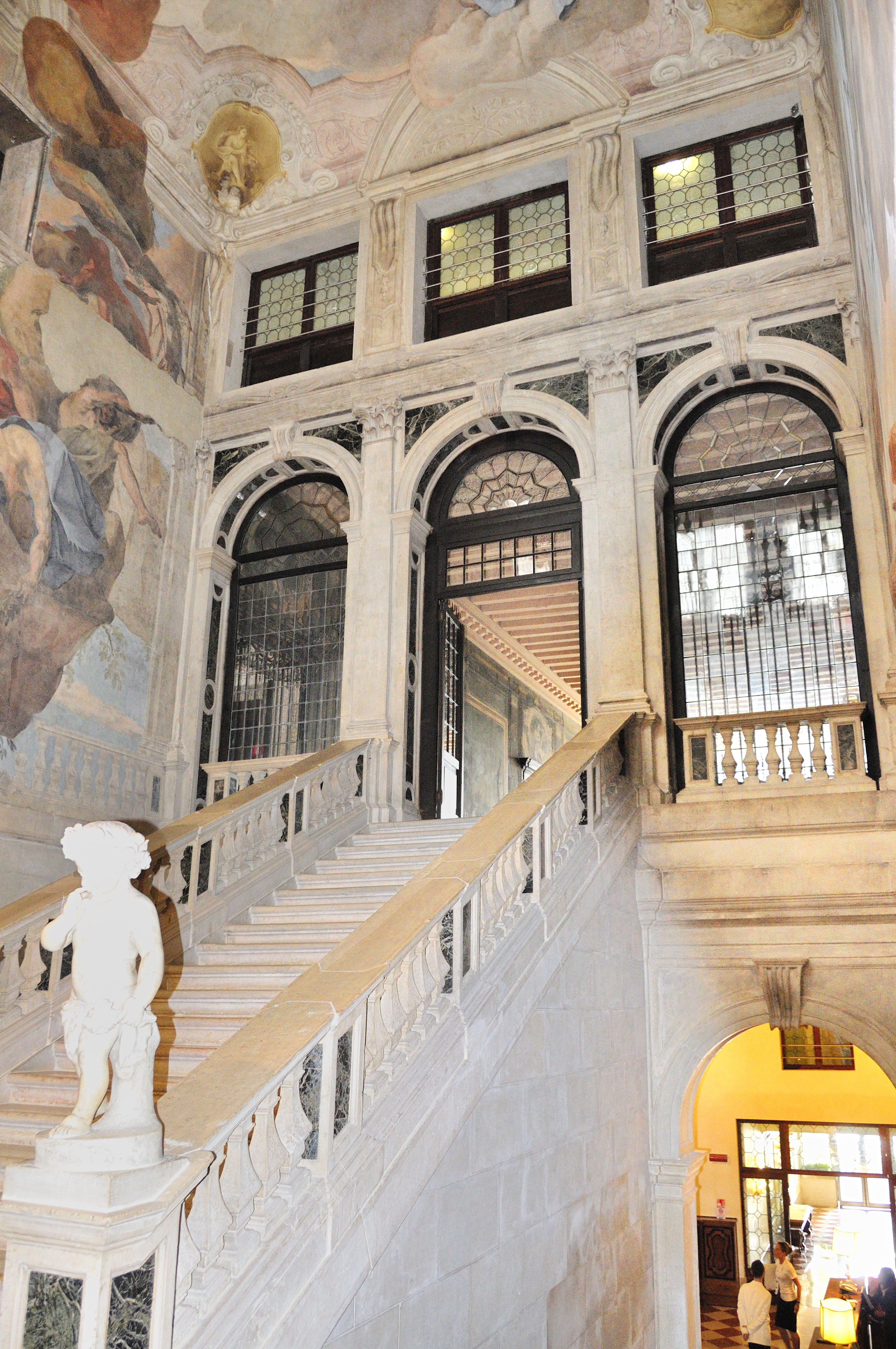
Escala de Tirali